# Pilea apoensis
Pilea apoensis är en nässelväxtart som beskrevs av Adolph Daniel Edward Elmer. Pilea apoensis ingår i släktet pileor, och familjen nässelväxter. Inga underarter finns listade i Catalogue of Life.